# Arothron diadematus

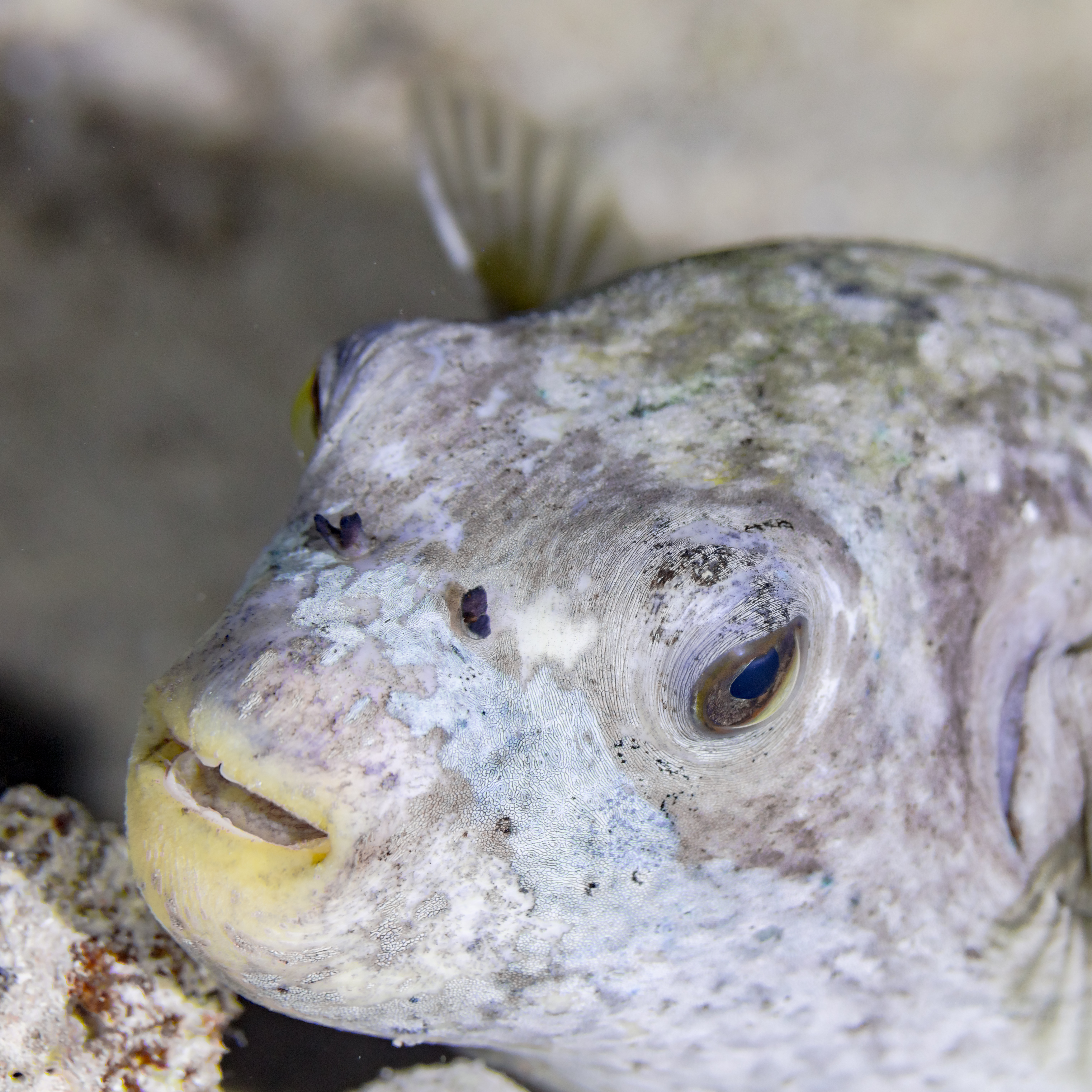

Arothron diadematus là một loài cá nóc thuộc chi Arothron trong họ Cá nóc. Loài cá này được mô tả lần đầu tiên vào năm 1829.

## Phạm vi phân bố và môi trường sống
A. diadematus là một loài đặc hữu của Biển Đỏ. Chúng sống ở độ sâu khoảng từ 5 đến 30 m.
A. diadematus lần đầu tiên được ghi nhận ở vùng biển Hoa Kỳ vào năm 1994, khi một cá thể của loài này được quan sát ở ngoài khơi Delray Beach, Florida. Không một cá thể A. diadematus nào được phát hiện thêm ở Hoa Kỳ trong hơn 20 năm kể từ đó.

## Mô tả
Chiều dài cơ thể tối đa được ghi nhận ở A. diadematus là 30 cm. Đầu và thân màu nâu nhạt lốm đốm những mảng màu nâu sẫm hơn một chút. Một dải màu nâu đen nổi bật ở quanh mắt, trông giống như một chiếc mặt nạ. Một đốm đen lớn ở gốc vây ngực và một đốm đen lớn bao quanh miệng. Vây lưng, vây hậu môn và vây ngực có gốc và tia màu đen; vây đuôi bo tròn và có màu trắng. Vây của A. diadematus không có gai và chúng cũng không có vây bụng.
Số tia vây ở vây lưng: 10; Số tia vây ở vây hậu môn: 10 - 11; Số tia vây ở vây ngực: 18 - 19; Số tia vây ở vây đuôi: 10.

## Sinh thái
A. diadematus là loài ăn tạp, bao gồm một số loài giáp xác và nhuyễn thể, và chúng cũng có thể ăn cả san hô sống. Phân tích hàm lượng dạ dày của một cá thể A. diadematus cho thấy sự hiện diện chất liệu xương của các loài san hô Pocillopora, Acropora và Millepora ở trong đó.
Khi cảm thấy bị đe dọa, các loài cá nóc có khả năng hút nước vào bụng để cơ thể phình to lên. Cơ thể của chúng cũng sản sinh và tích tụ các chất độc như tetrodotoxin và saxitoxin trong da, tuyến sinh dục và gan.